# 凱薩宮大獎賽
凱薩宮大獎賽（英語：Caesars Palace Grand Prix）是一級方程式世界錦標賽在1981及1982年舉辦的大獎賽。日產／達特桑是當時兩場比賽的贊助商。

## 歷史
沃特金斯峽谷在1980年舉辦完後便退出了賽歷，因此一級方程式開始向西尋求比賽場地，於是決定在1981年將大獎賽舉辦於拉斯維加斯。1981年賽季從長灘開始，而這場全新的比賽則安排在年底，這裡並不受到車手們的喜愛，主要因為沙漠的炎熱氣候。這也被形容是一級方程式曾舉辦過的最糟糕的賽道之一。賽道安排在凱薩宮酒店的停車場，而這也相當適合做為一個臨時性的賽道：它夠寬足以超車、有足夠的沙地緩衝區，以及有著如玻璃般光滑的表面。這是一條逆時針向的賽道，然而卻會對車手的脖子造成極大的負擔。當尼爾遜·畢奇在1981年勉強地以第五名結束比賽，並獲得他的第一座世界冠軍後，他花了15分鐘才從中暑中恢復至正常狀態。泰瑞爾車隊的米歇爾·阿爾博瑞托在1982年大獎賽獲得勝利後，這裡僅吸引了少數的觀眾觀看，使得一級方程式停辦了在拉斯維加斯的比賽。
在一級方程式停辦後，CART在1983及1984年在這舉辦了兩場賽事。這條賽道的1、6、10號彎經過修改後，連結成一條長直道，成為一個1.125英里的歪曲的橢圓形平面。這兩場比賽總計超過178圈，200.25英里。最後一個彎角的出口在1984年的比賽被拓寬，使得圈速較前一年的賽事快上約7英里小時。在1984年的比賽後，因為賽道的所在地將進行城市發展，這條賽道便不再出現在賽歷中。
关于拉斯维加斯大奖赛重返F1赛程的猜测性传言一直存在。事实上，1995年印第安纳波利斯500英里大奖赛计划宣传了一条可能沿着大道的街道赛道，但它从未实现。2005年在印第安纳波利斯举行的美国大奖赛之后，谣言再次流传，然而，它是与未来比赛相关的许多赛道之一，对一年中的比赛数量的严格限制意味着拉斯维加斯并不是比赛的热门。若干年后，美国媒体公司Liberty Media买下了一级方程式赛车的商业权利，并表示他们打算在拉斯维加斯举办一场街头比赛，主要位于拉斯维加斯大道上。
2023年，拉斯维加斯大奖赛被列入赛历，计划以夜赛形式举办。

## 冠軍

### 歷屆冠軍
粉紅色背景表示該賽事不屬於一級方程式世界錦標賽
| 年份 | 車手              | 車隊        | 賽道                 | 報告 |
| ---- | ----------------- | ----------- | -------------------- | ---- |
| 1982 | 米歇爾·阿爾博瑞托 | 泰瑞爾–福特 | 拉斯維加斯凱薩宮酒店 | 報告 |
| 1981 | 阿蘭·瓊斯         | 威廉斯–福特 | 拉斯維加斯凱薩宮酒店 | 報告 |

| 年份             | 日期             | 車手             | 賽車             | 車隊             |                  |
| CART印第賽車歷史 | CART印第賽車歷史 | CART印第賽車歷史 | CART印第賽車歷史 | CART印第賽車歷史 | CART印第賽車歷史 |
| ---------------- | ---------------- | ---------------- | ---------------- | ---------------- | ---------------- |
| 1984年           | 11月10日         | 湯姆·斯尼瓦      | 瑪馳–福特        | 梅耶             |                  |
| 1983年           | 10月8日          | 马里奥·安德烈蒂  | 羅拉–福特        | 紐曼/哈斯        |                  |

## 外部連結
- F1 Rejects article

36°07′1″N 115°10′30″W / 36.11694°N 115.17500°W